# Virgohopen

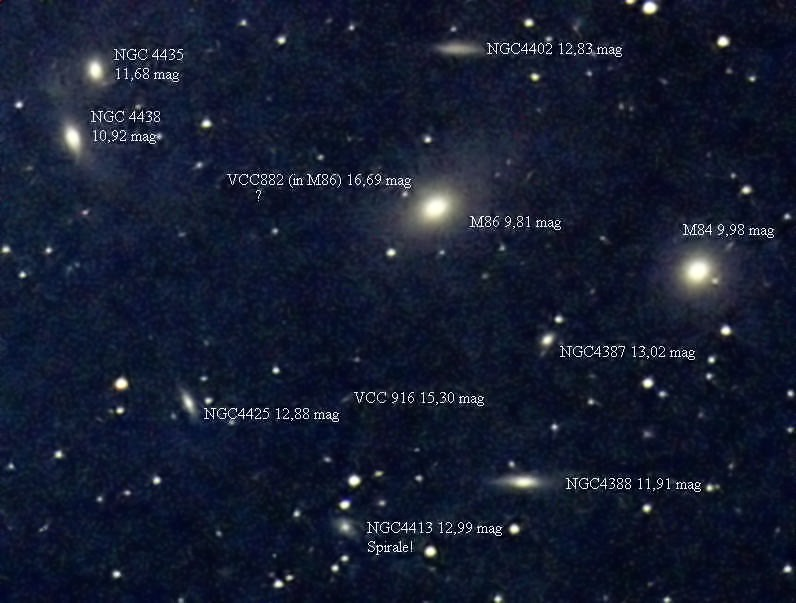

Virgohopen är en stor galaxhop i stjärnbilden Jungfrun. Virgohopen ligger 55 miljoner ljusår bort från Jorden och är efter Maffei 1-hopen den lokala galaxhopens närmaste granne.
Virgohopen består av minst 1 300, möjligen upp till 2 000, galaxer. Hopen bildar hjärtat i och dominerar Virgosuperhopen, där Vintergatans hop, Lokala galaxhopen, ingår. Virgosuperhopen ingår i sin tur i Laniakeasuperhopen.
En av universums största kända galaxer, M87, ingår i Virgohopen. Denna liksom flera andra av hopens ljusstarkare galaxer upptäcktes under 1770- och 1780-talen och inkluderades då i Charles Messiers katalog över diffusa himmelsobjekt.
Hopen består av en relativt heterogen blandning av spiralformade och elliptiska galaxer, där de elliptiska galaxerna till stor del är koncentrerade till hopens centrum. Spiralgalaxerna tros vara samlade i en avlång formation, med längden omkring 4 gånger större än bredden, vilken sträcker sig längs synvinkeln från Vintergatan. 

### Fotnoter
1. ↑  ”Virgohopen”. Nationalencyklopedin. http://www.ne.se/uppslagsverk/encyklopedi/l%C3%A5ng/virgohopen. Läst 11 april 2016.